# Église Saint-Victor de Vernassal
L'église Saint-Victor est un édifice situé à Vernassal, en France.

## Localisation
L'église est située sur le territoire de la commune de Vernassal, dans le département  de la Haute-Loire, en région Auvergne-Rhône-Alpes.

## Description
L'église est construite aux XIIe et XIIIe siècles, selon un plan à nef unique agrandie du XVe et XVIIe siècles par des chapelles latérales. L'abside en cul-de-four retombe sur des arcatures à chapiteaux. Le portail sud, qui avait été masqué par les travaux du XVIIe siècle, présente des ébrasements à ressauts et voussures comportant un arc polylobé selon un modèle rare et circonscrit au Velay. Les chapiteaux de ce portail et ceux du chœur présentent des sculptures à motifs végétaux ou animaliers, relevés par des traces de polychromie. Des sondages ont révélé la présence, dans le chœur et les chapelles, de décors peints à différentes époques.

## Historique
L'église est inscrite au titre des monuments historiques par arrêté du 20 mars 2006.